# Ayauhteotl
Ayauhteotl é a deusa asteca da bruma e da neblina. É vista nas manhãs e nas noites. Geralmente é associada com a vaidade e a fama.